# Neoplagionotus bobelayei
Neoplagionotus bobelayei oder traditionell Plagionotus bobelayei ist ein Käfer aus der Familie der Bockkäfer (Cerambycidae) und der Unterfamilie der Cerambycinae. Die Gattung Plagionotus ist in Europa mit acht Arten vertreten. In der Gattung Plagionotus wird die Art zur Untergattung Neoplagionotus gezählt, die von einigen Autoren auch als Gattung eingestuft wird. Diese Ansicht ist jedoch nicht unumstritten. Entsprechend wird im Katalog der Paläarktischen Käfer von Löbl & Smetana 2010 die Art weiterhin in die Gattung Plagionotus gestellt, in den Korrekturen zum Katalog jedoch zur Gattung Neoplagionotus gerechnet, die die drei Arten N. andreui, N. bobelayei und N. scalaris umfasst.

## Bemerkungen zum Namen und zu Synonymen
Der Käfer wurde 1832 von Brullé unter dem Namen Clytus bobelayei beschrieben. Brullé selbst war der Meinung, dass es sich dabei um die Erstbeschreibung eines auf dem Peloponnes im Rahmen der wissenschaftlichen Begleitung der Morea-Expedition entdeckten Käfers handelte. Er fügte deswegen dem Namen Clytus bobelayei die Abkürzung Br. für Brullé an. Erst später wurde erkannt, dass es sich bei dem schon 1817 von Adams unter dem Namen Callidium speciosum aus Russland beschriebenen Käfer um die gleiche Käferart handelte. Der Name Callidium speciosum war zwar älter aber dennoch ungültig. Er war nämlich von Schneider bereits 1785 beziehungsweise 1787 für die Art, die heute Isotomus speciosus genannt wird, vergeben worden. Deswegen behielt der Käfer den von Brullé vergebenen Namen. Da der Käfer heute in die Gattung (Neo)Plagionotus gesetzt wird, waren einige Autoren der Meinung, bei Plagionotus speciosus und Isotomus speciosus gelte die ursprüngliche Homonymie der beiden Callidium speciosum nicht mehr. Sie nannten deswegen Plagionotus bobelayei wieder Plagionotus speciosus. Diesen Namen trägt der Käfer auch bei Coleonet (Abruf Oktober 2018). Nach Art. 57.2 der ICZN ist der Name auch nach der Zuordnung in andere Gattungen nicht zulässig. Die Art behält den Namen (Neo)Plagionotus bobelayei.
Die Art wurde mehrfach unterteilt, so wurden die von Adams und die von Brullé beschriebenen Formen als zwei von drei Unterarten von Plagionotus bobelayei betrachtet. Andrerseits wurden auch scalaris und bobelayei als Synonyme von speciosus Adams betrachtet, also als nur eine Art zusammengefasst. Die Form andreui wurde erst als Variante, dann als Unterart von bobelayei eingeordnet, und dann zur Art Plagionotus andreui aufgewertet. Nach Lazarev erhält die von Adams beschriebene Untergattung den Namen Neoplagionotus bobelayei huseyini, die von Brullé beschriebene Form bildet entsprechend die Untergattung Neoplagionotus bobelayei bobelayei, eine dritte von Pic beschriebene Form bildet die Untergattung Neoplagionotus bobelayei mouzafferi.
Mit dem Artnamen bobelayei widmete Brullé nach eigenen Angaben den Käfer seinem Freund Émile Le Puillon de Bob(e)laye, Capitaine d’état major in der topographischen Abteilung der wissenschaftlichen Abteilung der Morea-Expedition.
Der Gattungsname Plagionotus ist von altgr. πλάγιος plágios, quer und νότος nōtos, Rücken abgeleitet. Die Gattung wurde von Mulsant aufgestellt und umfasst die Bockkäfer mit gewölbtem Brustschild ohne Dornen, bei denen der Prothorax queroval, mindestens ein Drittel breiter als lang ist. Diese von Mulsant festgelegte definierende Eigenschaft trifft auch auf Plagionotus bobelayei zu. Neoplagionotus bedeutet Neu-Plagionotus und deutet an, dass die Gattung nicht mehr im traditionellen Sinn abgegrenzt wird.

## Eigenschaften des Käfers
Der dunkelbraune bis schwarze Käfer hat eine auffällige Zeichnung, die durch gelbe Behaarung bedingt ist. Die Zeichnung ist nahezu identisch mit der Zeichnung von Plagionotus scalaris und die Verbreitungsgebiete der beiden Arten überschneiden sich auch, aber mit einer Länge von durchschnittlich achtzehn Millimetern bei einer Breite von sieben Millimetern ist Plagionotus bobelayei deutlich größer als der nur ungefähr elf Millimeter lange Plagionotus scalaris und außerdem relativ breiter als der nur ungefähr drei Millimeter breite Plagionotus scalaris. Typische Zeichnungsmuster in geographisch verschiedenen Gebieten findet man bei Sláma.
Der Kopf ist mit einem sehr feinen Muster polygonaler Maschen versehen (chagriniert), nicht stark punktiert. Er trägt auf der Vorderseite eine kleine Längskerbe und ist in diesem Bereich gelb liegend behaart. Außerdem verläuft ein gelbes Querband über den Hinterkopf. Die elfgliedrigen Fühler sind bräunlich gelb, die Kiefer- und Lippentaster und das erste Fühlerglied sind gewöhnlich dunkler. Die Fühler sind spärlich und kurz behaart, die letzten Fühlerglieder sind abgeplattet. Die Dicke der Antennen unterscheidet sich bei den verschiedenen Unterarten.
Der Brustschild ist kugelig, deutlich breiter als lang. Er ist vorn und hinten gerade abgeschnitten. Er ist stark punktiert. Die Zeichnung ist wie bei Plagionotus scalaris. Vorn und vor der Basis verläuft je ein gelbes Band über die ganze Breite, die beiden Bänder vereinen sich seitlich und umschließen so ein linsenförmiges Feld. Direkt an der Basis verläuft ein weiterer, gleichfarbiger, aber weniger auffallender Streifen. Bei der Unterart/Form mouzafferi fließen das hintere Band und der basale Streifen mehr oder weniger zusammen, sodass das gesamte hintere Drittel des Brustschilds gelb behaart sein kann.
Das Schildchen ist etwas breiter als lang und abgerundet. Es ist meist anliegend und dicht gedrängt blassgelb behaart.
Die Flügeldecken sind breiter als der Halsschild. Sie sind hinter der Basis wenig eingeschnürt und verjüngen sich dahinter weniger stark als bei scalaris, bei dem die Abschnürung hinter der Basis nicht gegeben ist. An der Spitze sind die Flügeldecken einzeln abgerundet. Die Flügeldecken sind fein chagriniert, eine oder zwei Längsrippen sind angedeutet. Sie sind sehr kurz seidig behaart. Die Zeichnung besteht aus fünf, durch die Behaarung gebildeten gelben Elementen auf jeder Flügeldecke. An der Basis befindet sich ein großer querovaler Fleck. Zusammen mit dem Schildchen und dem entsprechenden Fleck der anderen Flügeldecke wirkt dies wie ein unregelmäßiges basales Band. Dahinter liegt ein ungleich breites Band, das sich nach vorn der Naht anschmiegt und sich hinter dem Schildchen mit dem Band der zweiten Flügeldecke vereint und mit diesem zentral die Figur eines Giebels bildet. Nach den Seiten hin läuft das Band gewellt aus. Unter diesem Band befindet sich etwa auf halber Flügeldeckenlänge ein weiteres, etwas kürzeres Band, dessen Vorderrand annähernd senkrecht zur Körperachse verläuft und dessen Hinterrand bogenförmig seicht ausgeschnitten ist. Es folgt ein leicht schräg platzierter Fleck (innen weiter vorn), der weniger breit ist als die Flügeldecke, aber an der Naht den entsprechenden Fleck der anderen Flügeldecke berühren kann. Schließlich ist das Ende der Flügeldecke gelb und dieser Fleck ist entlang der Flügeldeckennaht etwas nach vorn vorgezogen. Diese beiden letzten Flecke sind bei der von Adams beschriebenen Form relativ groß, entsprechend liegen sie dicht hintereinander, bei der von Brullé beschriebenen Form liegen sie voneinander entfernt.
Die Körperunterseite und die Beine sind blassgelb dicht und anliegend kurz behaart. Insbesondere sind die Basen der Hinterleibssegmente höchstens im mittleren Bereich des Vorderrandes unbehaart, während bei Plagionotus scalaris ein Streifen an den Basen der Hinterleibssegmente kahl ist. Schienen und Tarsen sind gleichfarbig gelbbraun wie die Fühler, die Schenkel bei der von Brullé beschriebenen Form dunkler, bei den anderen Untergattungen ebenfalls gelbbraun.
Den Bau der Genitalien beschreiben Sabanoglu und Sert, sowie Kasatkin.

## Biologie
Die Käfer findet man von Mai bis Juli auf den Blüten der Ordnung der Malvenartigen (Malven, Stockrosen). Vermutlich erfolgt die Larvenentwicklung in den Stängeln und Wurzeln dieser Pflanzen. In Russland ist die Gelbe Stockrose (Alcea rugosa) Wirtspflanze. Die Larvenentwicklung beträgt gewöhnlich ein Jahr.

## Verbreitung
Spanien wird zum Verbreitungsgebiet gezählt, wenn Plagionotus andreui noch als Unterart von Plagionotus bobelayei betrachtet wird. Wird Plagionotus andreui als eine eigene Art aufgefasst, kommt Plagionotus bobelayei in Spanien nicht vor. Entsprechendes gilt für Plagionotus siculus in Sizilien. In Europa ist die Art im heutigen Sinn aus Albanien, Nordmazedonien, Griechenland, Bulgarien, Rumänien, der Ukraine, auch auf der Krim, der Republik Moldau und aus dem Europäischen Russland gemeldet. Weiterhin kommt die Art auch im Nahen Osten und in der Ostpalaearktik vor (Türkei, Iran, Irak, Israel, Libanon, Jordanien, Syrien, Turkmenistan, Armenien, dem Kaukasus, Aserbaidschan, Georgien, Transkaukasien).